# Cephalodella forficula
Cephalodella forficula är en hjuldjursart som först beskrevs av Ehrenberg 1830.  Cephalodella forficula ingår i släktet Cephalodella och familjen Notommatidae. Arten är reproducerande i Sverige. Inga underarter finns listade i Catalogue of Life.